# Экстракция
Экстра́кция (от лат. extraho — извлекаю) — извлечение вещества из раствора или сухой смеси с помощью растворителя (экстраге́нта), практически не смешивающегося с исходной смесью
.
Экстракция может быть разовой (однократной или многократной) или непрерывной (перколя́ция).
Простейший способ экстракции из раствора — однократная или многократная промывка экстрагентом в делительной воронке. Делительная воронка представляет собой сосуд с пробкой и краном для слива нижнего слоя жидкости. Для непрерывной экстракции используются специальные аппараты — экстракторы, или перколяторы.
Для извлечения индивидуального вещества или определённой смеси (экстракта) из сухих продуктов в лабораториях широко применяется непрерывная экстракция по Сокслету.
В лабораторной практике химического синтеза экстракция может применяться для выделения чистого вещества из реакционной смеси или для непрерывного удаления одного из продуктов реакции из реакционной смеси в ходе синтеза.
Экстракция применяется в химической, нефтеперерабатывающей, пищевой, металлургической, фармацевтической и других отраслях, в аналитической химии и химическом синтезе.

## Жидкостная экстракция

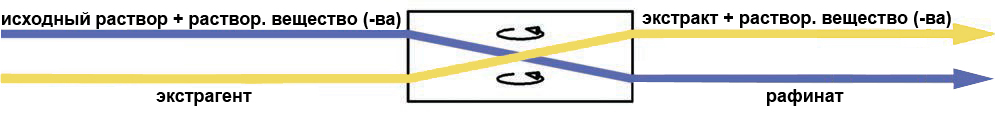
Жидкостная экстракция

### Принцип
Жидкостная экстракция — процесс перехода одного или нескольких растворенных веществ из одной жидкой фазы в другую (экстрагент), практически нерастворимую или частично растворимую в первой, но растворяющую эти вещества. Исходный водный раствор, содержащий растворенное в нём распределяемое вещество, непосредственно контактирует с экстрагентом. В результате взаимодействия образуются две фазы: экстракт — отделенная органическая фаза, обогащенная распределяемым веществом, и рафинат — водная фаза, практически не содержащая распределяемого вещества.
Экстрагент, как правило, представляет собой раствор реагента в разбавителе. Реагент — это вещество, взаимодействующее с распределяемым веществом и определяющее процесс экстракции. Разбавитель — инертный органический растворитель, который улучшает физические или экстракционные свойства экстрагента. В ряде случаев используется экстракция инертными растворителями, например, в случае извлечения координационно несольватированных соединений.

### Классификация экстракционных процессов
Существует несколько подходов к классификации методов жидкостной экстракции, основанные как на способе осуществления процесса, так и на типе используемого экстрагента.

#### Классификация Л. М. Гиндина
1. Экстракция по механизму физического распределения, при этом не происходит изменения состава извлекаемого соединения.
2. Катионообменная экстракция. Используются кислотные экстрагенты, например, карбоновые кислоты, ионы металлов извлекаются в виде катионов, например амминокомплексов или аквакомплексов.
3. Анионообменная экстракция. Используются основные экстрагенты, например, соли четвертичных аммонийных оснований, ионы металлов извлекаются в виде анионов.
4. Координационная экстракция. Экстракция ионов металлов осуществляется в форме внутрикомплексных соединений.
5. Экстракция гетерополисоединений.

#### Классификация А. Н. Розена
Классификация основана на характере диссоциации экстрагируемого вещества в водной и органической фазах:
1. Электролит в водной фазе — неэлектролит в органической фазе.
2. Электролит в водной фазе — электролит в органической фазе. В этом случае органическая фаза должна обладать высокой диэлектрической проницаемостью.
3. Неэлектролит в водной фазе — неэлектролит в органической фазе.

#### Классификация Ю. А. Золотова и Н. М. Кузьмина
1. Экстракция неионизированных соединений:
1. Экстракция координационно несольватированных молекулярных галогенидов (I2, SnI4, SeBr4) инертными растворителями (бензол, четырёххлористый углерод).
2. Экстракция внутрикомплексных соединений (хелатов) кислотными экстрагентами.
3. Экстракция координационно сольватированных нейтральных комплексов. Экстрагент в этом случае входит в состав извлекаемого соединения.

2. Экстракция ионизированных соединений:
1. Экстракция комплексных металлокислот (например H[FeCl4]).
2. Экстракция координационно несольватированных солей с объемными катионами и анионами.
3. Экстракция сильных кислот.
4. Экстракция гетерополисоединений.

### Применение жидкостной экстракции
В аналитической химии жидкостная экстракция используется для концентрирования микропримесей и выделения органических и неорганических веществ с целью их дальнейшего количественного определения различными методами (спектрофтометрическими, хроматографическими, и другими). Широкое распространение жидкостная экстракция получила в экологических исследованиях и в лабораторном контроле качества различной продукции.
В промышленности жидкостная экстракция используется как метод выделения целевых продуктов органического синтеза из реакционной массы, а также при получении цветных и редкоземельных металлов из природного сырья.
Жидкостная экстракция является также методом научных исследований. Применяется для исследования состава, устойчивости и других характеристик комплексных соединений ионов металлов в растворах.

### Уравнение Нернста
Экстракция базируется на законе разделения: изъятие вещества из раствора тем полнее, чем больше коэффициент его распределения отличается от единицы.
{\displaystyle {\frac {a_{2}}{a_{1}}}=K^{0}}, где a1 и a2 — активности растворенного вещества в первом и втором растворах. Это уравнение называется законом распределения Нернста и является основой экстракционного метода: отношение равновесных активностей третьего компонента в двух взаимнонерастворимых жидкостях является постоянной величиной при постоянной температуре и называется термодинамической константой распределения {\displaystyle K^{0}}.